# Polaire
Polaire era el nombre artístico de la actriz y cantante francesa Émilie Marie Bouchaud (Sidi M'Hamed, Argelia francesa, 14 de mayo de 1874 - Champigny-sur-Marne, Valle del Marne, Francia, 11 de octubre de 1939).

## Biografía

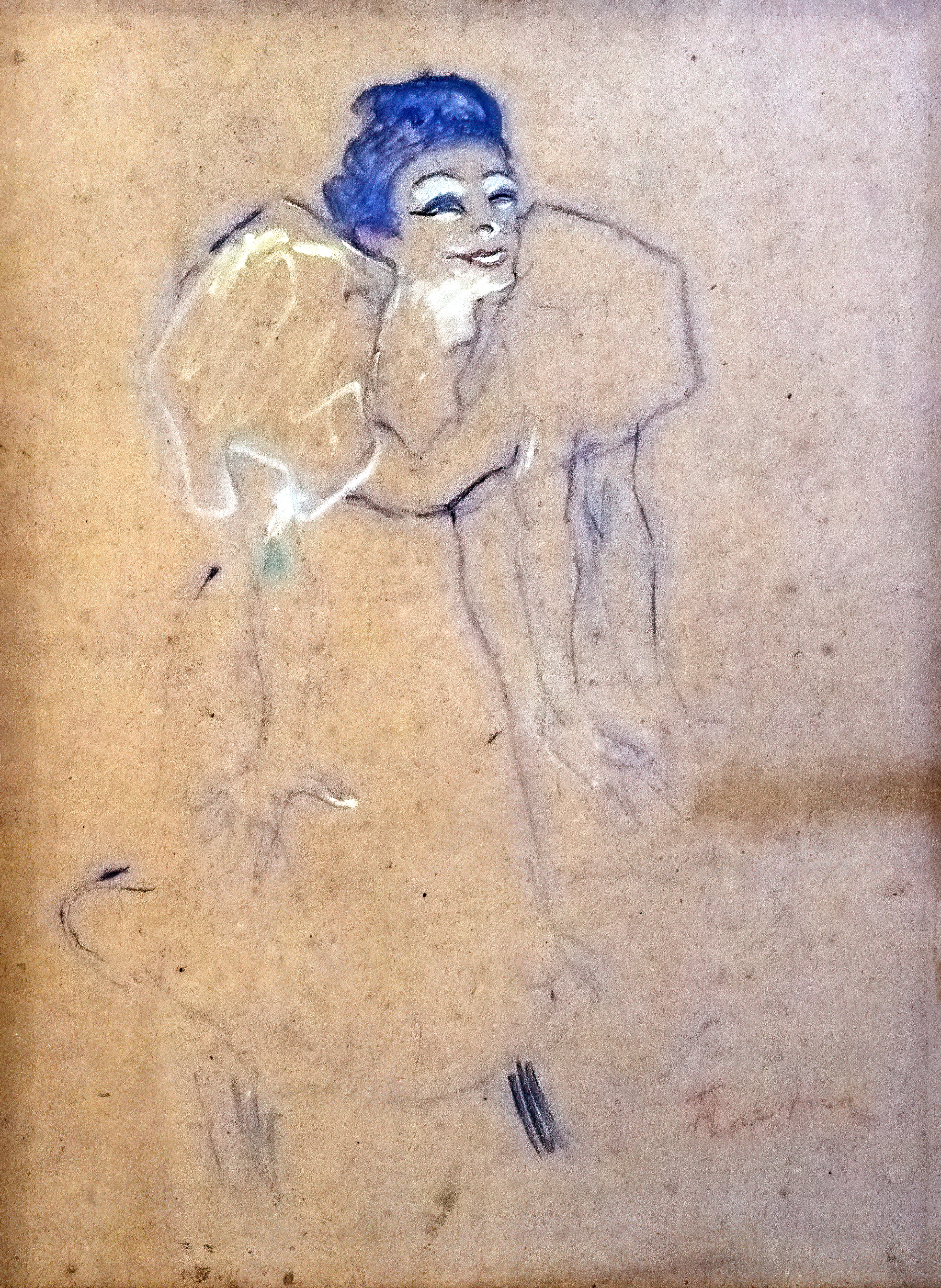
Mademoiselle Polaire 1895 - Toulouse-Lautrec

Nació en Sidi M'Hamed (Argel) cuando Argelia era una colonia francesa. Tuvo dos hermanos. Su madre murió de fiebre tifoidea cuando Emilie tenía cinco años, y fueron criados por su abuela en Argel. 
Emilie se trasladó a Francia en septiembre de 1890 y se reunió con su hermano Edmundo, que había adquirido cierta fama en un café de nombre de Dufleuve. Con su ayuda hizo una prueba con éxito y logró su primer trabajo como cantante en el café a los 15 años. Adoptó el nombre artístico Polaire, presumiblemente por una canción alusiva a la Estrella Polar que ella solía interpretar. 
Trabajó en un número musical, donde actuó como cantante en 1895, y su fama aumentó significativamente cuando Henri de Toulouse-Lautrec la representó en un boceto (ahora en el Museo Toulouse-Lautrec de Albi) y dicho boceto fue empleado como ilustración a color (con atuendo amarillo) en la revista satírica Le Rire. En 1900 la atención sobre ella volvió a crecer, cuando su retrato fue pintado por Leonetto Cappiello. 
Fue una actriz de comedia de talento, y se convirtió en una de las grandes celebridades de su época. Parte de su éxito se debió a su aspecto chocante: lucía un busto exuberante y una cintura de avispa, lo que le daba una silueta de reloj de arena que ella potenciaba con apretados corsés. Lucía también abrigos de piel y hermosas joyas, pero su manera de actuar era cómica y a ratos grotesca; lanzaba onomatopeyas y gesticulaba mucho. 
En 1911 fue elegida para representar su primer papel en el cine mudo, y al año siguiente se le ofreció otro papel en una película realizada por el joven director Maurice Tourneur; apareció en seis de sus películas en 1912 y 1913. Luego regresó a la escena musical y comenzó una gira por Estados Unidos, regresando al cine en 1922, actuando en diez películas. 
Murió en 1939, a la edad de sesenta y cinco años, en Champigny-sur-Marne, Val-de-Marne, Francia, su cuerpo fue enterrado en el Cementerio du Centre, en el este del suburbio parisino de Champigny-sur-Marne.